# باشگاه فوتبال عجمان امارات
باشگاه عجمان (به عربی: نادي عجمان) یک باشگاه فوتبال از امارات متحده عربی است که در شهر عجمان جای دارد. این باشگاه در فصل ۲۰۱۰-۲۰۱۱ به لیگ دسته دو امارات سقوط کرد؛ در حالی که این باشگاه در سال ۲۰۰۸ یک از بهترین باشگاه‌های کشور امارات بود. در سال ۲۰۱۷ دوباره به سطح نخست فوتبال امارات بازگشت.
عجمان یک بار به مقام قهرمانی در مسابقات جام رئیس دولت امارات رسیده است.

## بازیکنان برجسته
- جواد کاظمیان
- علی سامره
- محمدرضا خلعتبری
- گادوین منشا
- مامه بابا تیام
- ایاندا پاتوسی
- فونیکه سی
- ابراهیم توره